# Pleyben
Pleyben é uma comuna francesa na região administrativa da Bretanha, no departamento Finisterra. Estende-se por uma área de 76,58 km². Em 2010 a comuna tinha 3 921 habitantes (densidade: 51,2 hab./km²).